# Селезнёва, Лариса Юрьевна
Лари́са Ю́рьевна Селезнёва (р. 12 сентября 1963, Ленинград) — советская фигуристка, выступавшая в парном разряде. В паре Олегом Макаровым - бронзовый призёр зимних Олимпийских игр 1984 года, двукратная чемпионка мира среди юниоров (1980 и 1981), двукратная чемпионка Европы и четырёхкратная чемпионка СССР. Мастер спорта СССР международного класса, заслуженный мастер спорта СССР (1989). В настоящее время живёт и работает тренером-хореографом по фигурному катанию в США.

## Карьера
Первоначально Лариса с Олегом тренировались у Андрея Сурайкина — серебряного призёра Олимпийских игр, трёх чемпионатов мира в парном катании (в паре с Людмилой Смирновой), который после завершения спортивной карьеры работал в одной бригаде с Тамарой Москвиной. Как только у пары пошли приличные результаты, Сурайкин решил отделиться и тренировать их самостоятельно, но спортивное руководство приняло решение передать пару более опытному специалисту — Игорю Москвину. Под руководством Москвина Селезнёва с Макаровым овладели сложнейшим набором прыжков: тройной тулуп, двойной аксель, каскад двойной аксель — двойной тулуп в одной программе, а также комбинацией выброс двойной аксель — тройка — прыжок двойной аксель. Кроме того пара — первая в мире продемонстрировала в разных программах четыре сложнейших и сегодня выброса — тройные риттбергер, сальхов, тулуп, а также аксель в два с половиной оборота. А поддержки с «перебросами» партнерши в воздухе до сих пор никто не берется повторить. Все это позволило паре с первого сезона в сборной СССР сразу выиграть бронзу на зимних Олимпийских играх (1984). Дважды после этого они выигрывали чемпионаты Европы, завоевали серебро и бронзу мировых первенств.
В 2002 году работавшие в то время в Хакенсаке Тамара и Игорь Москвины (готовили к Олимпийским играм Елену Бережную с Антоном Сихарулидзе и американскую пару Ина/Циммерман), узнав что соседний каток ищет тренеров по фигурному катанию, пригласили Ларису и Олега в США, где они живут и работают в настоящее время.

## Семья
Замужем за своим бывшем партнёром Олегом Макаровым. Их дочь, Ксения Макарова — чемпионка России 2010 года в женском одиночном катании. Лариса занимается хореографической подготовкой Ксении.

## Спортивные достижения

### после 1986 года
| Соревнования                | 1986—87 | 1987—88 | 1988—89 | 1989—90 |
| --------------------------- | ------- | ------- | ------- | ------- |
| Зимние Олимпийские игры     |         | 4       |         |         |
| Чемпионаты мира             | 4       | 3       |         | 4       |
| Чемпионаты Европы           | 1       | 2       | 1       | 2       |
| Чемпионаты СССР             |         | 1       | 1       | 1       |
| NHK Trophy                  |         |         | 1       | 2       |
| Турнир «Московские Новости» |         | 3       |         |         |

### до 1986 года
| Соревнования                  | 1978—79 | 1979—80 | 1980—81 | 1981—82 | 1982—83 | 1983—84 | 1984—85 | 1985—86 |
| ----------------------------- | ------- | ------- | ------- | ------- | ------- | ------- | ------- | ------- |
| Зимние Олимпийские игры       |         |         |         |         |         | 3       |         |         |
| Чемпионаты мира               |         |         |         |         |         | 4       | 2       | 4       |
| Чемпионаты Европы             |         |         |         |         |         | 4       | 2       |         |
| Чемпионаты мира среди юниоров | 2       | 1       | 1       |         |         |         |         |         |
| Чемпионаты СССР               |         |         |         | 5       | 4       |         | 1       |         |
| Чемпионаты СССР среди юниоров | 1       | 1       | 1       |         |         |         |         |         |
| Турнир «Московские Новости»   |         |         |         |         |         |         |         | 1       |
| Ennia Challenge Cup           |         |         |         | 2       | 1       |         |         |         |